# Gonyosoma prasinum
Gonyosoma prasinum är en ormart som beskrevs av Blyth 1854. Gonyosoma prasinum ingår i släktet Gonyosoma och familjen snokar. Inga underarter finns listade i Catalogue of Life.
Arten förekommer från Indien och södra Kina till Malackahalvön. Honor lägger 5 till 8 ägg per tillfälle. Den lever i kulliga regioner och i bergstrakter mellan 500 och 1600 meter över havet. Habitatet utgörs främst av regnskogar och andra fuktiga skogar nära vattendrag.
Beståndet hotas av skogsröjningar. Hela populationen antas vara stor. IUCN listar arten som livskraftig (LC).